# Microsoft Solitaire Collection
Microsoft Solitaire Collection é um videogame incluído no Windows 10. Ele substitui Solitaire, FreeCell e Spider Solitaire incluído nas versões anteriores do Windows. Ele também adiciona Pyramid e TriPeaks ao Windows pela primeira vez e apresenta novos desafios e temas diários.
Uma versão mais antiga do Pyramid foi incluída anteriormente em Microsoft Entertainment Pack 2 sob o nome "Tut's Tomb" e uma versão mais antiga do TriPeaks foi incluída anteriormente em Microsoft Entertainment Pack 3; ambos fizeram  parte de Best of Microsoft Entertainment Pack. Ao contrário dos jogos incluídos no Windows 7 e nas versões anteriores, Microsoft Solitaire Collection é o primeiro a ter incluído anúncios e integração com o Xbox Live.
O design baseado em hub do aplicativo foi originalmente inspirado no design da tela inicial do Windows 8 em 2012. Na época, os desenvolvedores consideravam o jogo uma ferramenta para ajudar os usuários a se familiarizarem com o Windows 8. Diferentemente de seus antecessores, o Microsoft Solitaire Collection é atualizado a partir da Microsoft Store(Antiga Windows Store) e se comunica com um servidor Microsoft Xbox para rastrear conquistas e oferecer desafios diários.